# 布倫丹·塞克斯頓三世
布蘭登·薩克斯頓三世（Brendan Eugene Sexton III，1980年2月21日—）是美國的一位演員。他出生在紐約斯塔登島。薩克斯頓三世出演的首部電影是歡迎光臨娃娃屋。

## 外部連結
- 布蘭登·薩克斯頓三世在互联网电影资料库（IMDb）上的資料（英文）